# Chicocenebra
Chicocenebra là một chi ốc biển, là động vật thân mềm chân bụng sống ở biển thuộc họ Muricidae, họ ốc gai.

## Các loài
Các loài thuộc chi Chicocenebra bao gồm:
- Chicocenebra gubbi (Reeve, 1849)[2]